# アラブ首長国連邦フランス軍敷地
アラブ首長国連邦フランス軍敷地（フランス語：Implantation militaire française aux Émirats arabes unis、略称：IMFEAU）は、アラブ首長国連邦との間で交わされた防衛協定に基づき2009年5月からフランス共和国が現地に3つ設けているフランス軍の基地施設を一纏めにしたもの。2009年9月に駐留部隊は常設要員250人を要しており、二国間軍事協力や共同作戦の拠点として機能する。フランス軍が設立させた海外・国外基地の中では最も新しく、平和キャンプ・アブダビ・フランス基地（base française d'Abu Dhabi ou camp de la Paix）として知られる。統合部隊としてはアラブ首長国連邦フランス軍（Forces françaises aux EAU、略称：FFEAU）の名称が与えられている。

## 歴史
1970年代からフランスとアラブ首長国連邦は強力な関係を構築しており、1995年1月に両国は防衛協定を締結した。アラブ首長国連邦は2007年7月に次の段階を進め、フランスは恒久的な軍事プレゼンスの展開を確約した。2008年1月に本構想が発表され、湾岸地域の外遊中であったニコラ・サルコジ共和国大統領のもとで2009年5月26日に正式開設される。
本構想は2008年6月に公表されたフランス国防白書 (2008年)において「危機の弧」と定義される地域の一部と重なっていた。
中期的にはVBCI装輪装甲車、Aravis装甲車（fr:Aravis (blindé)）、小型防護車（PVP）（fr:Panhard General Defence Petit Véhicule Protégé）などのフランス製最新式陸戦兵器のショーウィンドウ的役割を果たす。
2014年9月19日、本施設に駐留するラファール戦闘機2機がイラク国内にいる武装過激派組織ISILに対して空爆を開始する。

## 機能
アラブ首長国連邦フランス軍敷地の司令官はインド洋海軍管区司令官（Alindien）の責任下に置かれ、インド洋海軍管区司令官はフランス統合参謀総長の指揮下にある。三軍将兵は約500人以上、この中には軍警察や情報要員が含まれており、フランス軍のペルシャ湾における事前配置戦力を形成し中東における各種作戦の支援拠点となっている。
海外フランス軍司令官は常設および臨時統合部隊を指揮下において訓練を施し介入能力を維持し、主に国際的な軍事作戦やその準備、後方支援などがある。

### 陸軍
陸軍施設はアブダビから50km離れたザーイド軍キャンプ内に陸上グループを置き市街戦・砂漠戦作戦センターを設置し教育訓練活動を実施している。
2010年後半にカエサル 155mm自走榴弾砲6台が配備される。2011年7月31日、それまでジブチ共和国のジブチ市に駐屯していた第13外人准旅団が本敷地へ移駐を開始する。

### 海軍
海軍施設はザイード港（en:Port Zayed）内に支援機能を有する海軍基地として岸壁を8ヘクタール拡張し300メートル長が築堤され、長さ200メートル、水深10メートルが整備され空母シャルル・ド・ゴールを除く全フランス海軍艦艇が停泊可能となっている。司令部施設には作業所の他に80人の非戦闘要員が置かれ、インド洋艦隊司令部として機能する。技術地区は武器庫、弾薬庫、需品地区から成り、兵站と整備のために格納庫があり、宿泊施設は3つあり合計で320のベッドが用意され400から500人の作業者が利用できる体制が整えられている。500人収容可能な食堂の他に診療所、体育館やスポーツ用地が整備されている。基地の建設は2008年4月から300人の労働者によって1年がかりで建設される。2000年代には約30隻のフランス艦艇がアブダビを短期訪問している。

### 空軍
空軍施設はアラブ首長国連邦空軍の基地の一つでありアメリカ合衆国空軍とも共用しているアル・ダフラ空軍基地を第104アル・ダフラ空軍基地として使用しており、ミラージュ2000戦闘機3機を配備している。2008年10月1日には運用が開始され、基地は拡張・再編成されており基地内で独立した場所に最大で6機の航空機を収容する能力をもっている。